# Еснафска кафана
Еснафска кафана се налазила у Београду, на углу Македонске и Дечанске улице, са непарне стране Македонске, у блоку према Цетињској улици.

## Историјат
Еснафска кафана једна је од најстарих кафана у Београду. Није познато када је саграђена и не може се пронаћи на списку кафана из 1860. године. Зграда кафане била је у власништву Милоша Жероње, а закупац дуги низ година био је Таса Македонац. Ова кафана имала је и други назив "Дунђерско-јеснафска кафана". Тај назив добила је по томе што су ту рано ујутру долазили грађевински радници и друге занатлије, као и они којима је била потребна радна снага. Ту су се уговарали послови и радници су одлазили на посао. То је, уствари, била еснафска берза рада београдских занатлија, посебно грађевинара.
Ова кафана била је стециште књижевника и уметника. Кафана је имала једну собу, у којој се, нарочито ноћу, дуги низ година окупљало душтво, чији је члан био и Ђура Јакшић. Овде је Ђура Јакшић написао своју познату песму "Падајте, браћо".
Еснафкса кафана била је капија за Скадарлију кроз коју се у њу улазило и из ње излазило. 
Године 1903. град је наредио да се Еснафска кафана сруши и све куће око ње због проширења Скадарске улице.

## Занимљивост
Кафана је од свог постанка, па док се није срушила, радила непрекидно, дан и ноћ. Никад се није затварала. У кафани си у свако доба дана могао да нађеш мизику, било да је она плех музика, виолинисти, тамбураши, свирачи на гуслама....